# Lignes de Navibus - Loire
Les lignes de Navibus - Loire, plus communément appelées Navibus Loire, et désignées comme ligne N1 et ligne N2 avec la renumérotation des lignes de Navibus, regroupent deux des trois lignes de navette fluviale du réseau de transports en commun de Nantes Métropole exploitées par Marine & Loire Croisières, filière fluviale du groupe Kersea (anciennement Finist'mer), dans le cadre d'une convention d'affrètement avec la Semitan.
La première ligne, la ligne N1, a été inaugurée le 17 juin 2005 puis mise en service commercial le 18 juin 2005, afin de relier la Gare Maritime (près de la station de la ligne 1 du même nom) au village de Trentemoult en circulant sur la Loire. La seconde ligne, la ligne N2, a été lancée le 11 février 2020 et relie le Hangar à bananes (sur l'Île de Nantes) au Bas ─ Chantenay.

## Ligne N1

### Histoire
En septembre 2000, lors de la journée sans voiture et de la semaine de la mobilité, est mise en place la première expérimentation de navette fluviale entre la Gare Maritime et Trentemoult, qui sera réitérée pendant les semaines de la mobilité qui suivront,. Au vu du succès de ces expérimentations, et Nantes Métropole souhaitant créer une nouvelle traversée entre les rives nord et sud, une ligne de Navibus appelée « Navibus Loire » est donc inaugurée le 17 juin 2005 (en présence du conseil communautaire de Nantes Métropole) puis les usagers ont pu officiellement l'emprunter le 18 juin 2005. Ce nouveau service est une solution de remplacement de projets de pont levant ou de tunnel qui étaient plus coûteux (le coût de fonctionnement annuel de la ligne étant de 300 000 €).

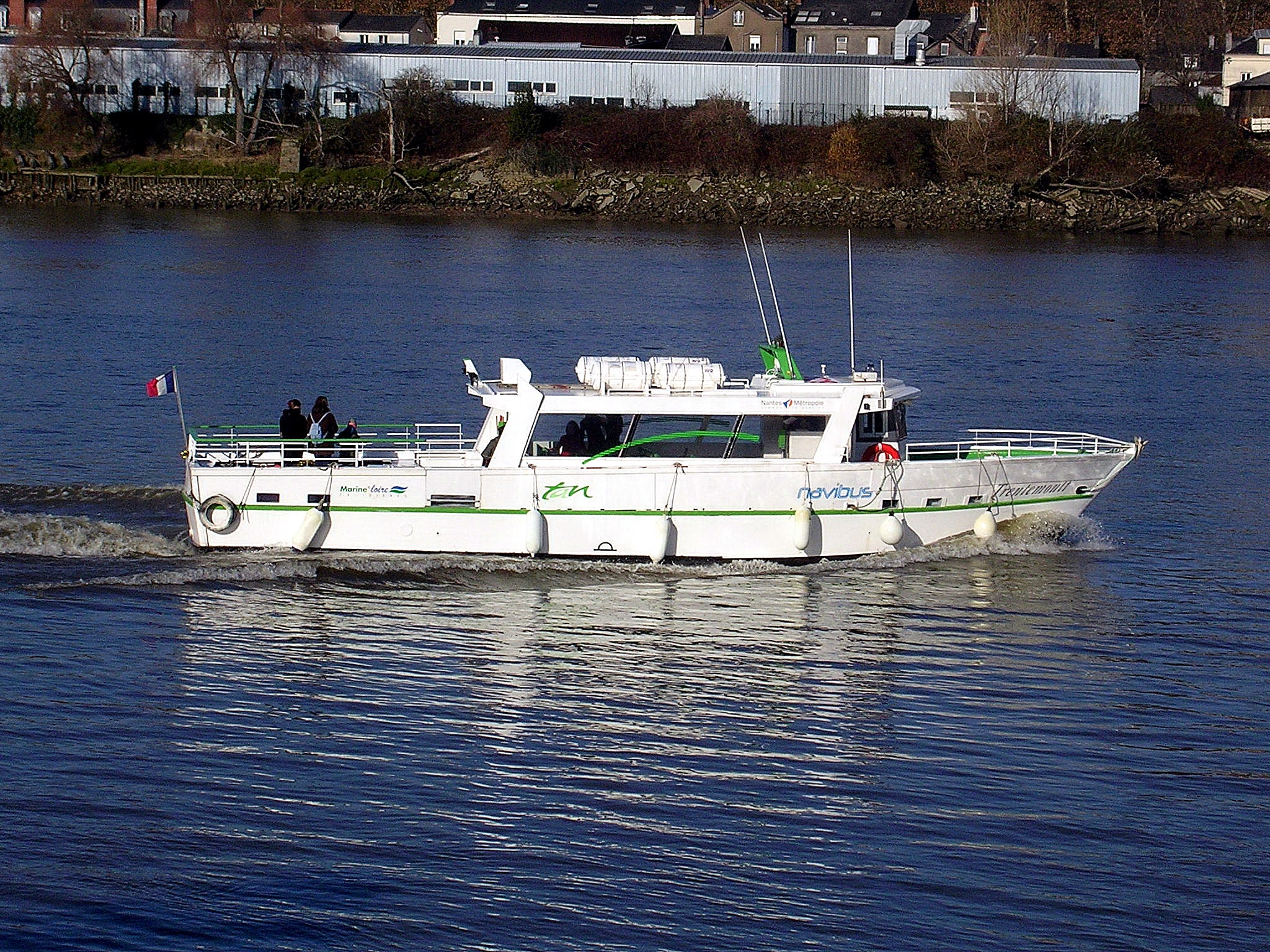
Le Trentemoult est le premier bateau à avoir assuré entièrement la ligne de son ouverture jusqu'à l'arrivée du Chantenay en juin 2006.

La mise en service de ce nouveau service a nécessité la remise aux normes d'accessibilité et de sécurité des différents pontons. À Trentemoult, le ponton « Roquio » et sa passerelle datant de 1997 ont été rénovés, et l'accès à Gare Maritime a été totalement restructuré. Deux parcs relais de 75 (pour le port) et 90 places (à côté du dépôt SEMITAN) ont également été créés à Trentemoult en juin 2005 et un fléchage a été installé dans le village pour diriger les usagers. Afin de relier le terminus Trentemoult ─ Roquios aux deux parc relais de Trentemoult (à côté du dépôt SEMITAN et sur le port) et au centre commercial Atout Sud, une navette circulaire (la navette Trentemoult) avec une fréquence de 20 minutes est mise en place à partir du 20 décembre 2005 à titre expérimental et exploitée avec un Gruau Microbus. Faute de succès, cette navette ferme lors de la rentrée du réseau TAN le 24 août 2009.
Le premier bateau qui a assuré la ligne, le Trentemoult, est acheté d'occasion afin d'exploiter la ligne. Réaménagé et mis aux couleurs du réseau TAN, il assure des liaisons tous les jours avec une fréquence de 20 minutes et des coupures de service pendant la journée (la ligne ne fonctionnait alors qu'aux heures de pointe) afin de respecter les conditions de travail du personnel.
Dès son ouverture, la ligne rencontre un succès immédiat avec une quinzaine de passagers transportés toutes les 10 minutes, notamment dû au gain de temps pour les usagers : Trentemoult n'est alors plus qu'à une vingtaine de minutes à peine de Commerce, offrant une vraie alternative au détour par les autres modes de transport en commun qui demandait 40 minutes. Les usagers utilisent également cette ligne pour aller au travail ou aller faire ses achats.

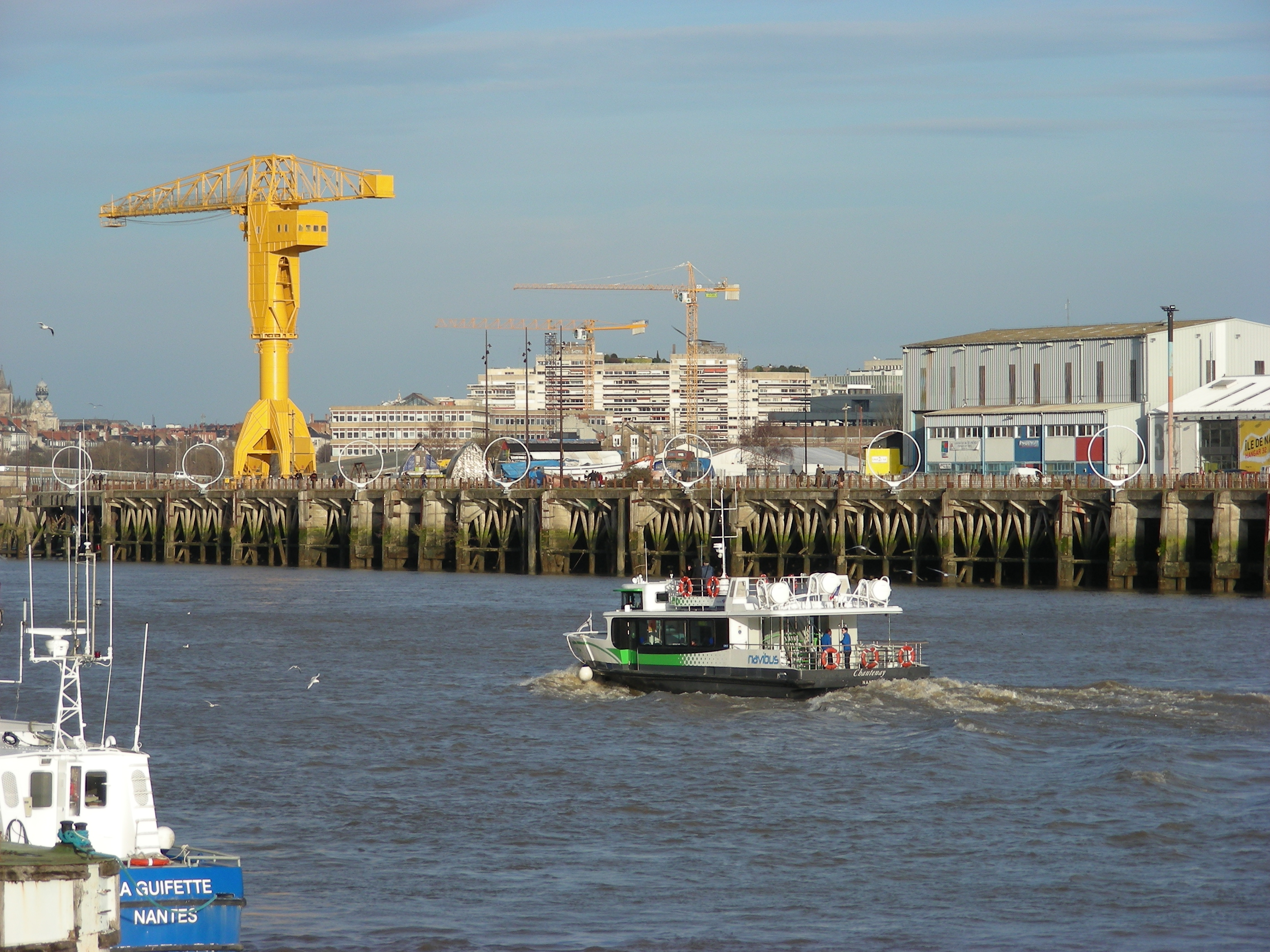
Le Chantenay en circulation sur la Loire.

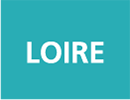
Ancien logo de la ligne N1 avant la renumérotation des lignes de Navibus.

Cette forte fréquentation conduit à la suppression des coupures en journée à partir du 17 juin 2006 (la ligne fonctionne alors non stop en journée avec une fréquence d'un passage toutes les 20 minutes) grâce notamment à l'arrivée d'un nouveau bateau, le Chantenay, qui est mis en service également le 17 juin et qui permet d'améliorer le confort des passagers et la capacité de la ligne. Le Trentemoult quant à lui part en rénovation à la mise en service du Chantenay, et est de retour après l'été 2006 pour assurer des services supplémentaires en heures de pointe à partir du 2 octobre 2006, : la fréquence passe alors à un passage toutes les 10 minutes le matin et le soir.
Le Trentemoult ne répondant plus à la demande croissante de la ligne, il est décidé de le remplacer en commandant un nouveau bateau. Sistership du Chantenay, l'Île de Nantes est mis en service le 7 avril 2008 afin d'assurer les services d'heure de pointe. Le Trentemoult deviens alors la réserve de la ligne, avant sa réforme prématurée en 2009 à cause d'un échouage. Il est remplacé par le Trentemoult 2 qui deviens également la réserve de la ligne.
Après l'arrêt du Passeur Loire qui a effectué ses derniers services à l'été 2009, la ligne a été temporairement prolongée au Ponton des Chantiers pendant les services de nuit des étés 2012 et 2013.
Aujourd'hui, la ligne est assurée par les bateaux Chantenay et Île de Nantes (avec le Trentemoult 2 comme réserve). Avec la mise en place de la gratuité le week-end sur le réseau TAN à partir du 24 avril 2021 et l'augmentation de la fréquentation de la ligne N1 constatée ces jours-là, le bateau Heb Ken a pu y être affecté les week-ends afin d'augmenter sa capacité (puisqu'il a une plus grande capacité que le Chantenay ou l'Île de Nantes).

### Liste des stations
La ligne N1 dessert deux stations constituant ses deux terminus. Le trajet d'1,4 km est effectué en 6 minutes environ.
|   |  |  | Station               | Lat/Long                    | Communes | Correspondances Tan |
| - |  |  | --------------------- | --------------------------- | -------- | ------------------- |
| o |  |  | Gare Maritime         | 47° 12′ 21″ N, 1° 34′ 22″ O | Nantes   | 1 81 E1             |
| o |  |  | Trentemoult ─ Roquios | 47° 11′ 44″ N, 1° 34′ 56″ O | Rezé     | 30 36 97            |

## Ligne N2

### Histoire

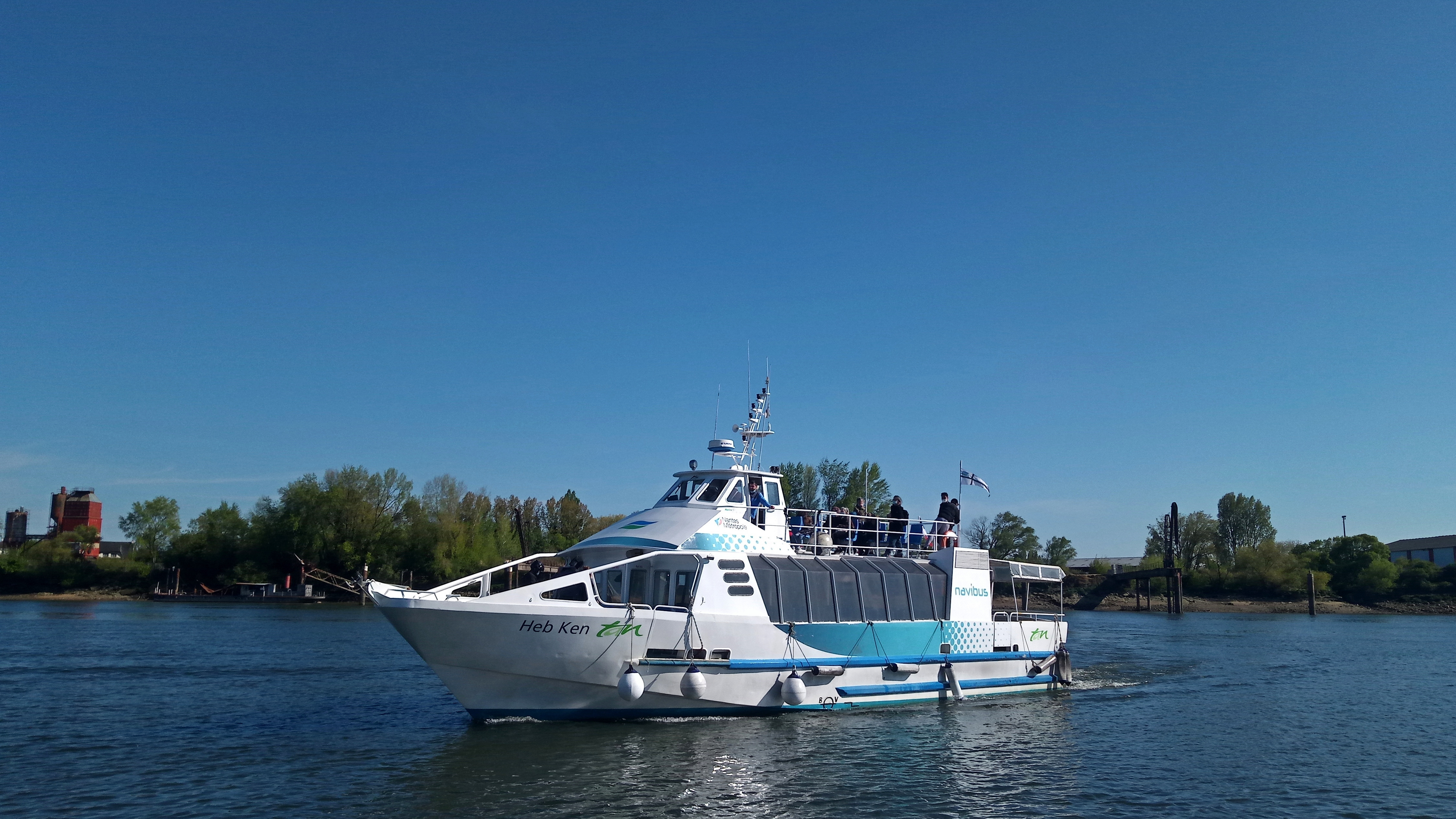
Le Heb Ken arrivant au terminus Bas ─ Chantenay.

La ligne N2 est la première des quatre nouvelles lignes de Navibus Loire qui vont progressivement être mises en service jusqu'en 2023. Elle a été lancée le 11 février 2020 à 16 heures, en présence de Johanna Rolland et de membres de la commission permanente Loire qui ont suivi le Grand débat « Nantes, la Loire et nous »,. Cette ligne, dont le coût global de mise en service est de 2,28 millions d'euros, a une plus grande vocation touristique que la ligne N1 et permet notamment d'embarquer les cyclistes de La Loire à vélo.
La ligne est envisagée lors de l'étude de faisabilité qui a eu lieu en 2017, après le Grand débat « Nantes, la Loire et nous » de 2015, afin de créer une liaison supplémentaire sur la Loire entre l'Île de Nantes et l'ouest de la métropole, en connexion avec de nombreuses lignes de transport en commun dont la ligne 5, et qui s'intègre dans le projet de requalification de l'ancienne zone industrielle du Bas-Chantenay. Sa mise en service a donc été décidé en avril 2018 lors du conseil métropolitain, et a nécessité la création des 2 pontons aux 2 stations Bas ─ Chantenay et Hangar à Bananes entre septembre 2019 et janvier 2020, d'un coût unitaire d'environ 650 000 € TTC,.
En 2020, la ligne a vu passer 150 passagers par jour avec des pointes à 650 passagers par jour en période estivale (la fréquentation était estimée entre 1000 et 1500 voyageurs par jour en 2017).
Aujourd'hui, la ligne est assurée en alternance par les bateaux René Madec et Heb Ken qui peuvent retourner chacun ponctuellement dans le Morbihan en fonction des besoins de Finist'mer. Les bateaux Chantenay, Île de Nantes et Trentemoult 2 sont utilisés comme réserve en fonction des disponibilités.

### Liste des stations
La ligne N2 dessert deux stations constituant ses deux terminus. Le trajet de 0,8 km est effectué en 6 minutes environ.
|   |  |  | Station          | Lat/Long                    | Communes | Correspondances Tan |
| - |  |  | ---------------- | --------------------------- | -------- | ------------------- |
| o |  |  | Bas ─ Chantenay  | 47° 11′ 44″ N, 1° 35′ 18″ O | Nantes   | C1 10 81 E1         |
| o |  |  | Hangar à Bananes | 47° 11′ 57″ N, 1° 34′ 24″ O | Nantes   | 5                   |

## Exploitation

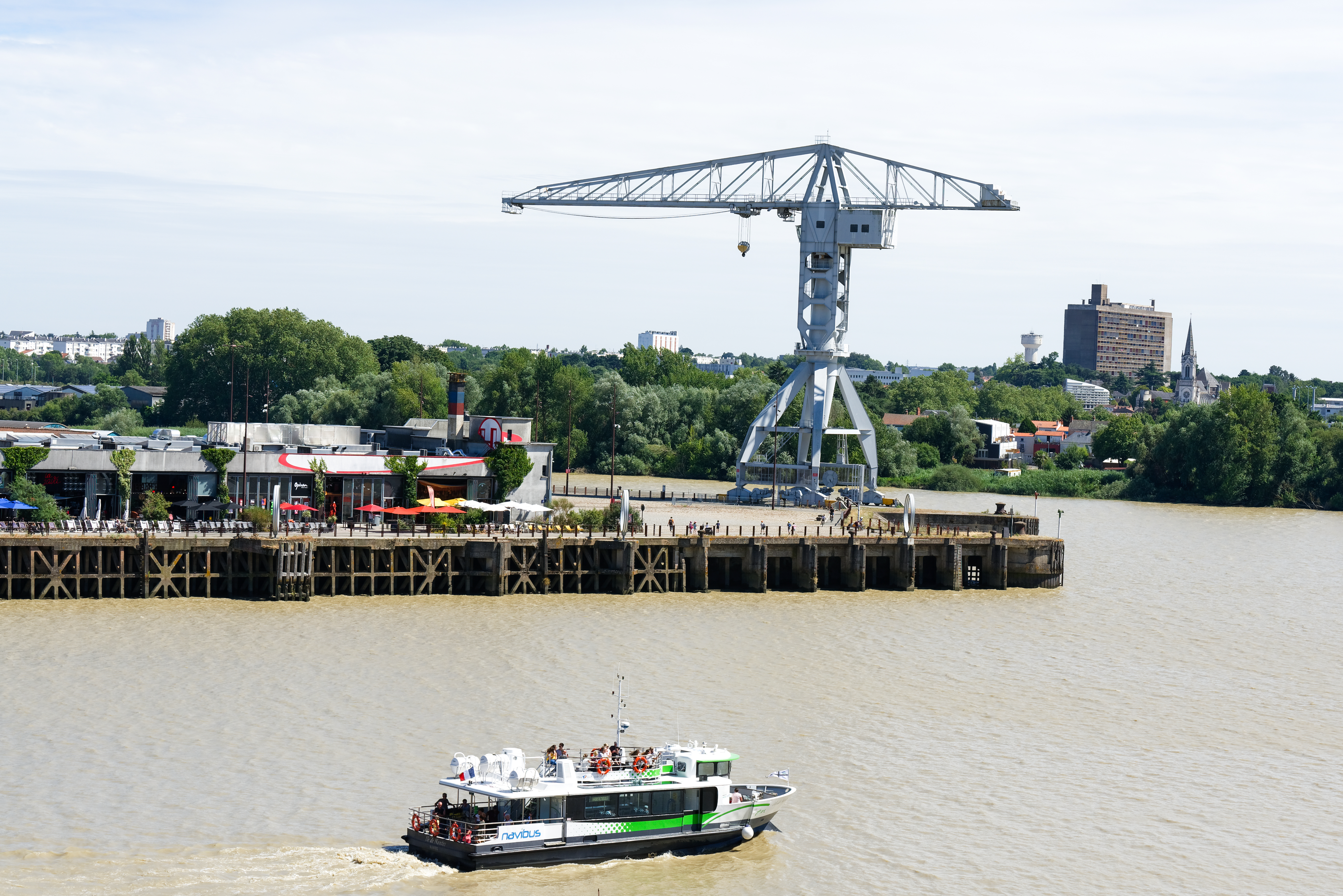
LÎle de Nantes passe sous la Grue Grise.

Les lignes sont exploitées par Marine & Loire Croisières, filière fluviale du groupe Kersea (anciennement Finist'mer), avec cinq bateaux : le Chantenay et l'Île de Nantes affectés à la ligne N1, le René Madec et le Heb Ken affectés à la ligne N2, et le Trentemoult 2 qui sert de réserve. Ces bateaux sont stockés sur le ponton du terminus Gare Maritime de la ligne N1.
Les différents pontons à chaque arrêt sont gérés par la société d'économie mixte Nantes Gestion Équipements (NGE) qui gère les différents équipements de la ville de Nantes,.
En heure de pointe, un deuxième bateau viens assurer des services supplémentaires sur la ligne N1, portant ainsi la fréquence à un départ toutes les 10 minutes.

### Amplitude horaire et fréquence
Les lignes fonctionnent du lundi au vendredi de 7 h 0 à 19 h 55 (un Navibus toutes les 10 minutes en heures de pointe et toutes les 20 minutes en heures creuses pour la ligne N1, un Navibus toutes les 20 minutes toute la journée pour la ligne N2), le samedi de 7 h 0 à 19 h 55 (un Navibus toutes les 20 minutes) et le dimanche et jours fériés de 11 h 0 à 19 h 55 (un Navibus toutes les 20 minutes).

#### Service de nuit en période estivale
Pendant les saisons estivales, les lignes de Navibus Loire voient leur amplitude prolongée en service de nuit. Ainsi, de début juin à fin septembre, des départs sont effectués sur les deux lignes jusqu'à minuit les vendredis et samedis soir (avec une fréquence de passages de 21 à 28 minutes pour la ligne N1 de 20 h 0 à fin de service). En juillet et août, la ligne N1 assure également des départs supplémentaires jusqu'à 22 h 35 les mercredis et jeudis.

## Projets
Quatre nouvelles liaisons maritimes seront créées jusqu'en 2023. La première, la ligne N2, a été lancée début 2020.

### Débuts et études
En 2015 est mis en place un Grand débat « Nantes, la Loire et nous » qui permet de prendre 30 engagements pour la Loire, notamment l'engagement 24 qui prévoit la création de 5 nouvelles navettes fluviales, :
- Trentemoult ─ Aval ↔ Bas ─ Chantenay
- Trentemoult ─ Aval ↔ Gare Maritime
- Gare Maritime ↔ Ouest de l'Île de Nantes
- Greneraie ↔ Pirmil ↔ Quai Wilson ↔ Gare Maritime
- Saint-Sébastien-sur-Loire ↔ Île de Nantes

En 2017 est donc réalisée une étude de développement des liaisons fluviales, et 2 nouvelles liaisons sont alors proposées en plus des 5 du Grand débat :
- Bas ─ Chantenay ↔ Hangar à Bananes
- Chantiers ↔ Gare Maritime ↔ Ouest de l'Île de Nantes ↔ Arbre aux Hérons ↔ Trentemoult (qui reprendrait la liaison Gare Maritime ↔ Ouest de l'Île de Nantes prévue dans le Grand débat)

Six liaisons sont donc alors prévues, mais deux sont finalement abandonnées (Greneraie ↔ Pirmil ↔ Quai Wilson ↔ Gare Maritime, et Saint-Sébastien-sur-Loire ↔ Île de Nantes) en raison de leurs faibles prévisions de fréquentation.

### Nouvelles lignes prévues

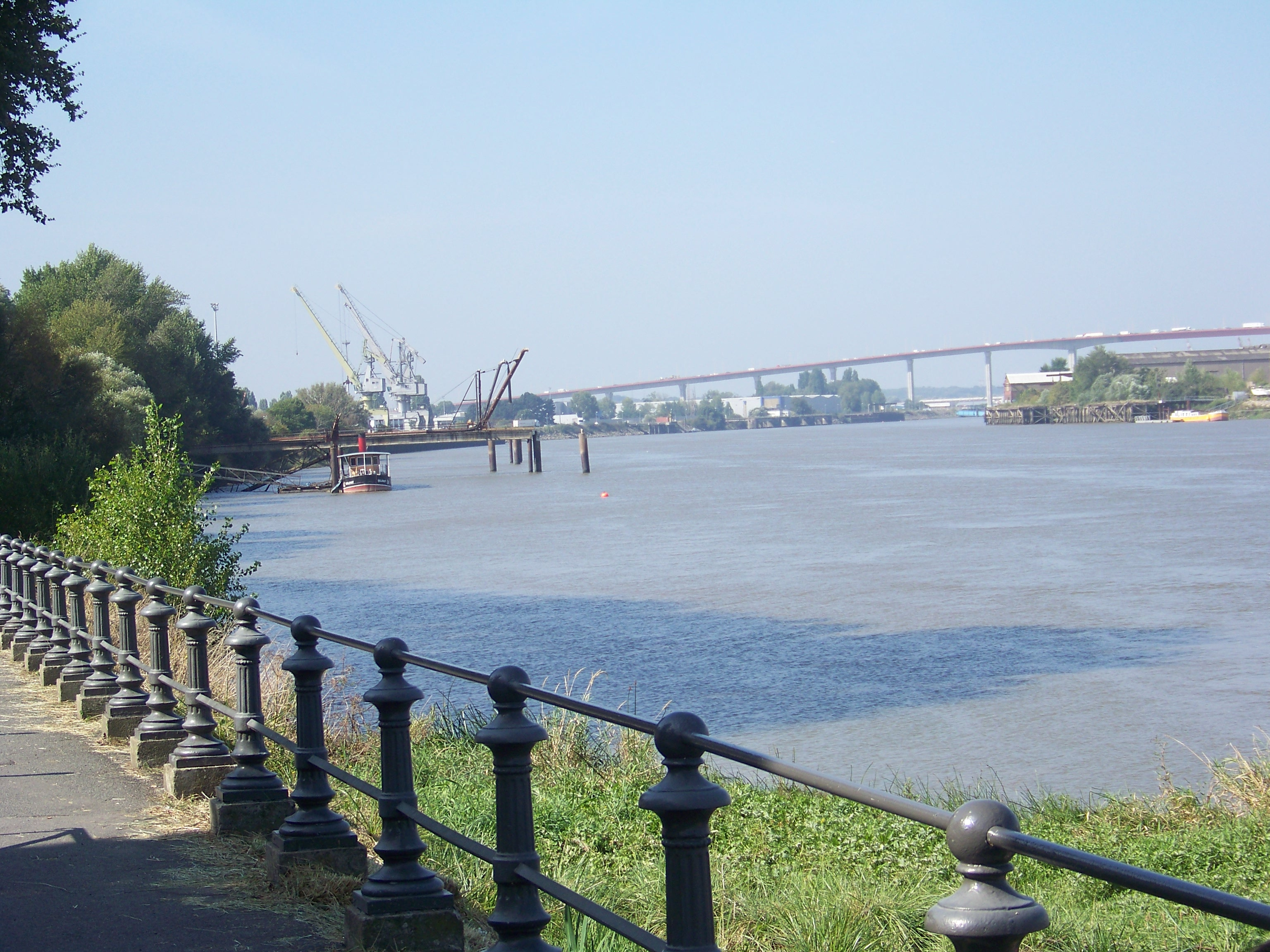
Un nouveau terminus Trentemoult ─ Aval sera créé à l'ouest de Trentemoult, peu avant le bateau situé sur la gauche de cette photo. Un parc relais sera également aménagé à proximité.

En avril 2018, le conseil métropolitain prend la décision de mettre en place les quatre nouvelles lignes restantes, : 3 lignes régulières et une ligne à vocation touristique.
La première, la ligne N2 reliant le Hangar à bananes au Bas ─ Chantenay, a été mise en service en février 2020.
La deuxième ligne, reliant Trentemoult ─ Aval et le nouveau parc relais qui y sera créé, à Bas ─ Chantenay, offre une possibilité supplémentaire de franchissement de la Loire pouvant contribuer au désengorgement des franchissements sur l'Île de Nantes. Le temps de parcours est estimé à 2 minutes et la ligne fonctionnerait de 7h à 20h avec un bateau qui effectuera un départ de chaque arrêt toutes les 10 minutes, pour une fréquentation estimée entre 1500 et 2000 voyageurs par jour. Prévue pour 2022, cette ligne nécessiterait la création des 2 pontons pour les 2 terminus.
La troisième ligne, reliant Trentemoult ─ Aval et Gare Maritime et également prévue pour 2022, permettra de créer une nouvelle possibilité de franchissement de la Loire en partant du nouveau parc relais de Trentemoult. Le projet initial était de déplacer le terminus Trentemoult ─ Roquios actuel à l'emplacement de ce nouveau terminus Trentemoult ─ Aval[réf. souhaitée] (ce projet ne devais que très peu influencer le temps de parcours de la ligne N1, mais la vitesse moyenne des navires devait être légèrement poussée) afin de créer une correspondance direct avec les lignes de bus 30, 36 et 97, mais c'est vers la création d'une nouvelle ligne que s'est finalement tourné Nantes Métropole. Le temps de parcours de cette dernière est estimé à 7 minutes et la ligne fonctionnerait de 7h à 20h avec un bateau en heure creuse (fréquence de 22 minutes) et 2 bateaux en heure de pointe (fréquence de 11 minutes), pour une fréquentation estimée entre 2000 et 2500 voyageurs par jour. Le terminus Trentemoult ─ Aval utilisera le ponton créé pour la ligne Trentemoult ─ Aval ↔ Bas ─ Chantenay.
La dernière et quatrième ligne, desservant les arrêts Parc des Chantiers, Gare Maritime, Hangar à Bananes, Arbre aux Hérons et Trentemoult ─ Roquios, a plutôt une vocation touristique et pourrait recevoir une tarification particulière qui pourrait être couplée avec les équipements touristiques. Elle est prévue pour 2023 et desservira, de manière saisonnière, les grands sites d’attraction du cœur de la métropole. Elle permettra par ailleurs de pérenniser la desserte du ponton des chantiers afin de relier directement les Machines de l'île et le Hangar à bananes aux lignes de bus et tramway qui passent à la Gare Maritime. Le temps de parcours est estimé à 18 minutes avec soit 2 bateaux (fréquence de 21 minutes), soit 3 bateaux (fréquence de 14 minutes), pour une fréquentation estimée entre 2000 et 2500 voyageurs par jour. Ce projet demandera la création d'un ponton à l'arrêt Arbre aux Hérons.
Par ailleurs, une étude complémentaire est également envisagée en 2020 afin de créer de nouvelles lignes sortant du périmètre de Nantes, et des appels à projet seront bientôt lancés afin de créer de nouveaux projets de lignes privées touristiques ou pour le transport de personnes.

### Travaux et coûts
Les zones d'implantations des pontons ont tous une bathymétrie favorable à leur réalisation. Il va donc y avoir 4 pontons réalisés : Bas ─ Chantenay et Hangar à Bananes (déjà réalisés avec le lancement de la ligne N2), Trentemoult ─ Aval et Arbre aux Hérons. Le coût moyen de chaque ponton est d'environ 650 000 € TTC.
Le coût annuel d'exploitation des lignes est situé entre 550 000 € et 860 000 € selon les liaisons.

### Lignes abandonnées
Au départ prévu en une seule ligne « Île de Nantes », c'est finalement 2 lignes séparées qui ont été imaginées lors du Grand débat sur la Loire en 2015. La première desservirait les arrêts Gare Maritime, Quai Wilson, Pirmil et Greneraie. Elle permettrait alors de desservir le nouveau CHU et le nouveau quartier à l'ouest de l'Île de Nantes, et offre des liaisons supplémentaires avec le sud-ouest de l'Île de Nantes et entre les différentes lignes du réseau. Le temps de parcours est estimé à 21 minutes et la ligne fonctionnerait de 7h à 20h avec 3 ou 4 bateaux en heure de pointe (fréquence de 12 à 16 minutes) et 2 bateaux en heure creuse (fréquence de 24 minutes), pour une fréquentation estimée entre 250 et 500 voyageurs par jour. Cette ligne nécessiterait la création de 3 pontons à Greneraie, Pirmil et au Quai Wilson.
Une deuxième ligne, plutôt dans l'idée d'un passeur, relierait Saint-Sébastien-sur-Loire à l'est de l'Île de Nantes. Le temps de parcours est estimé à 2 minutes et la ligne fonctionnerait de 7h à 20h avec une fréquence de 10 minutes (1 bateau), pour une fréquentation estimée entre 50 et 100 voyageurs par jour.
Mais ces lignes entrant en concurrence avec des ponts à proximité (Pirmil, Clemenceau et Senghor entre autres) et avec les lignes majeures du réseau déjà existantes avec un temps de parcours plus performant, et ayant également des estimations de fréquentation basses (très peu de déplacements entre le sud-est et l'ouest de l'agglomération) et des contraintes techniques au niveau des arrêts et sur les tracés (certains pontons à éloigner de la berge en raison d'une bathymétrie incertaine, franchissement du pont de Pirmil problématique, berges et accès peu aménagés et sécurisés...), il a été décidé d'abandonner ces 2 projets.